# Liste der Gebietsänderungen in Thüringen 1997
Die Liste der Gebietsänderungen in Thüringen 1997 enthält Änderungen an Gemeindegebieten des Landes Thüringen in der Zeit vom 1. Januar 1997 bis zum 31. Dezember 1997. Dazu zählen unter anderem Zusammenschlüsse und Trennungen von Gemeinden, Eingliederungen von Gemeinden in eine andere, Änderungen des Gemeindenamens und Umgliederungen von Teilen einer Gemeinde in eine andere.

## Legende
- Datum: juristisches Wirkungsdatum der Gebietsänderung
- Gemeinde vor der Änderung: Gemeinde vor der Gebietsänderung
- Maßnahme: Art der Gebietsänderung
- Gemeinde nach der Änderung: Gemeinde nach der Gebietsänderung
- Landkreis: Landkreis der Gemeinde nach der Gebietsänderung

Die Sortierung erfolgt chronologisch: Datum, kreisfreie Städte, Landkreise, aufnehmende oder neu gebildete Gemeinde. Heute noch bestehende Gemeinden sind farbig unterlegt.

## Liste
| Datum      | Gemeinde vor der Änderung | Maßnahme        | Gemeinde nach der Änderung | Landkreis             |
| ---------- | --- | --------------- | -------------------------- | --------------------- |
| 01.01.1997 | Kraftsdorf Niederndorf Rüdersdorf Töppeln | Zusammenschluss | Kraftsdorf                 | Greiz                 |
| 01.01.1997 | Friedmannsdorf | Eingliederung   | Seelingstädt               | Greiz                 |
| 01.01.1997 | Kleinreinsdorf Waltersdorf | Eingliederung   | Teichwolframsdorf          | Greiz                 |
| 01.01.1997 | Hesserode | Eingliederung   | Nordhausen                 | Nordhausen            |
| 01.01.1997 | Großwechsungen Günzerode Haferungen Immenrode Kleinwechsungen Mauderode Pützlingen Werther                                                                          | Zusammenschluss | Werther                    | Nordhausen            |
| 01.01.1997 | Dothen Graitschen auf der Höhe Hainchen Nautschütz Rockau Schkölen Wetzdorf                                                                                         | Zusammenschluss | Schkölen                   | Saale-Holzland-Kreis  |
| 01.01.1997 | Blintendorf Dobareuth Gebersreuth Langgrün | Eingliederung   | Gefell                     | Saale-Orla-Kreis      |
| 01.01.1997 | Friedebach Gräfendorf Herschdorf Rockendorf Trannroda | Eingliederung   | Krölpa                     | Saale-Orla-Kreis      |
| 01.01.1997 | Unterlemnitz | Eingliederung   | Lobenstein                 | Saale-Orla-Kreis      |
| 01.01.1997 | Künsdorf Mielesdorf Rothenacker Seubtendorf Stelzen Unterkoskau Zollgrün                                                                                            | Eingliederung   | Tanna                      | Saale-Orla-Kreis      |
| 01.01.1997 | Drognitz Neuenbeuthen Reitzengeschwenda | Zusammenschluss | Drognitz                   | Saalfeld-Rudolstadt   |
| 01.01.1997 | Dorfilm Hirzbach Landsendorf Leutenberg Munschwitz Schweinbach Steinsdorf                                                                                           | Zusammenschluss | Leutenberg                 | Saalfeld-Rudolstadt   |
| 01.01.1997 | Ammelstädt Breitenheerda Eschdorf Geitersdorf Haufeld Heilsberg Milbitz Remda Sundremda Teichel Teichröda Treppendorf                                               | Zusammenschluss | Remda-Teichel              | Saalfeld-Rudolstadt   |
| 01.01.1997 | Lichstedt Oberpreilipp Unterpreilipp | Eingliederung   | Rudolstadt                 | Saalfeld-Rudolstadt   |
| 01.01.1997 | Bernsdorf Burkersdorf Dittersdorf Dittrichshütte Eyba Kleingeschwenda Lositz-Jehmichen Reschwitz Unterwirbach Volkmannsdorf Wickersdorf Wittmannsgereuth Witzendorf | Zusammenschluss | Saalfelder Höhe            | Saalfeld-Rudolstadt   |
| 01.01.1997 | Heinersdorf | Eingliederung   | Judenbach                  | Sonneberg             |
| 01.01.1997 | Engnitzthal Haselbach | Zusammenschluss | Oberland am Rennsteig      | Sonneberg             |
| 01.01.1997 | Bickenriede Dörna Hollenbach Lengefeld Zella | Zusammenschluss | Anrode                     | Unstrut-Hainich-Kreis |
| 01.01.1997 | Neckeroda | Eingliederung   | Blankenhain                | Weimarer Land         |
| 01.04.1997 | Fehrenbach Heubach Masserberg Schnett | Zusammenschluss | Masserberg                 | Hildburghausen        |
| 30.07.1997 | Ershausen Martinfeld Rüstungen Wilbich | Zusammenschluss | Schimberg                  | Eichsfeld             |
| 31.12.1997 | Günthersleben Wechmar | Zusammenschluss | Günthersleben-Wechmar      | Gotha                 |
| 31.12.1997 | Berka Großfurra Oberspier | Eingliederung   | Sondershausen              | Kyffhäuserkreis       |